# "O"-Jung.Ban.Hap.
"O"-Jung.Ban.Hap. (stilizzato in "O"-正.反.合.) è il terzo album in studio in lingua coreana realizzato dal gruppo sudcoreano TVXQ e pubblicato il 26 settembre 2006.

## Tracce
1. "O"-Jung.Ban.Hap. ("O"-正・反・合) – 4:15
2. You're My Miracle (세상에 단 하나뿐인 마음) – 3:59
3. Hey! Girl – 4:18
4. Get Me Some – 3:30
5. I'll Be There – 3:29
6. Remember – 4:16
7. The Story Has Just Begun (이제 막 시작된 이야기) – 4:13
8. On & On – 4:26
9. Phantom (환영) – 3:24
10. You Only Love – 3:11
11. Balloons (풍선) – 3:50